# ザ・マン (曲)
ザ・マン（原題：The Man）は、1983年にポール・マッカートニーが発表した楽曲。マイケル・ジャクソンとのコラボレーションとして、アルバム「パイプス・オブ・ピース」に収録された。

## 概要
ポールとマイケルの共作。ボーカルも二人のデュエットとなっている。また、リフレインではリンダとマイケルがデュエットをする（これはマイケルの要望）。ただし楽器はポールが大半を演奏している

歌詞が誰の事を歌っているのかは不明。
この曲にはシングル化される計画があったが、ポールがバルバドスにて、大麻不法所持により逮捕されたことにより中止になった。（これは、マイケルにネガティヴイメージを植え付けたくないと考えたポールによる判断）。このシングルのB面は70年代前半の未発表曲である「ブラック・プール」である。なお、現在も未発表。